# Zoho Office Suite

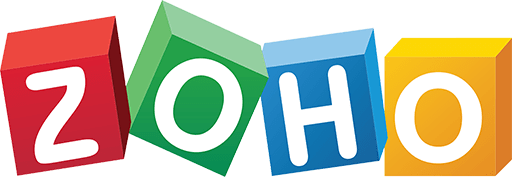
Zoho logga

Zoho Office Suite är en webbaserad tjänst som bland annat tillhandahåller e-post, kalender, ordbehandling, kalkyl- och presentationsprogram samt naturligtvis möjlighet att lagra dokumenten på webben. Till utseendet är Zoho Office Suite mycket likt Googles motsvarande tjänster.
Tjänsten är plattformsoberoende.
Zoho Office Suite ägs av det indiska företaget Zoho Corporation (före detta Adventnet).